# Qatgani
Le Qatgani, ou Qataghani, est une race de chevaux de selle légers, originaire de la province de Qataghan (en), en Afghanistan. Au cours de l'histoire du pays, il a servi de cadeau prestigieux pour entretenir des relations diplomatiques. Il est principalement utilisé pour la selle, y compris au XXIe siècle.

## Histoire
Il est également connu sous le nom de « Kataghani ». Le Qatgani est présumé être la même race que le cheval « Tatar », admiré par Alexandre le Grand et Marco Polo. Il existe peu d'information à son sujet. Le Qatgani est également répertorié dans l'ouvrage de l'université d'Oklahoma parmi les races de chevaux d'Afghanistan, mais n'y est pas décrit.
Des chevaux Qatgani ont fait office de cadeau dans le cadre des relations diplomatiques de l'Afghanistan. En 1883, le gouverneur de Hérat demande l'autorisation d'envoyer un cheval de cette race et une lettre de félicitations à Rukn-al-Dawlah, nommé administrateur du Khurasan par le Shah d'Iran. En 1886, Abd Allah Khan, gouverneur du Qataghan et du Badakhstan, en offre deux provenant du gouvernement à un Anglais en mission diplomatique, Ney Elias, en remerciement pour des cadeaux qu'il a lui-même reçu. En 1894, lorsque Darab Shah Shighnani est nommé gouverneur du district de Shighnan, il reçoit un cheval Qatgani avec une « bride d'argent » en présent, directement des écuries royales. 
Les combattants montés Ouzbeks qui accompagnent Abdul Rashid Dostum, harcelant début 2001 les forces des Talibans dans la vallée de Darya Suf (en) au nord-est de l'Afghanistan, montent des Qatgani.

## Description
Il présente un modèle léger,. Il s'agit vraisemblablement d'un petit cheval de type mongol, très rapide.

## Utilisations
Il sert principalement de cheval de selle. Les chevaux restent importants en Afghanistan, notamment pour le transport attelé et le sport.

## Diffusion de l'élevage
C'est une race indigène de l'Afghanistan, originaire de la province de Qataghan (en) à laquelle elle doit son nom. Elle forme l'une des douze races de chevaux citées par la FAO en Afghanistan. Cet organisme la répertorie dès 1995. En 2010, son niveau de menace est inconnu et elle est répertoriée comme race locale. 
La base de données DAD-IS ne fournit aucun relevé d'effectifs (2018), mais la race était signalée comme toujours existante en 2013.